# Kaélé Airport
Kaélé Airport är en flygplats i Kamerun.   Den ligger i regionen Nordligaste regionen, i den norra delen av landet, 800 km norr om huvudstaden Yaoundé. Kaélé Airport ligger 384 meter över havet.
Terrängen runt Kaélé Airport är platt. Trakten runt Kaélé Airport är ganska tätbefolkad, med 96 invånare per kvadratkilometer. Närmaste större samhälle är Kaelé, 1,6 km norr om Kaélé Airport. Trakten runt Kaélé Airport är en mosaik av jordbruksmark och naturlig växtlighet.